# Stefan Brzozowski (duchowny)
Antoni Brzozowski imię zakonne Stefan (ur. 31 maja 1805 w Zwoleniu, zm. 10 lutego 1890 w Krakowie) – polski duchowny, franciszkanin, propagator trzeźwości na Górnym Śląsku.

## Życiorys
Święcenia kapłańskie otrzymał 1 lipca 1828 w Krakowie, gdzie przez 15 lat był lektorem filozofii i teologii dla nowicjuszy franciszkańskich. W kwietniu 1843 przybył do Piekar, gdzie z ks. Janem Alojzym Fickiem rozpoczął akcję szerzenia wstrzemięźliwości. Odbył wiele podróży misyjnych z rekolekcjami po całym Górnym Śląsku. W ich wyniku na Górnym Śląsku powstał olbrzymi ruch antyalkoholowy obejmujący ok. 200 tys. ludzi. Szerzeniu idei trzeźwościowej służyły napisane przez niego broszury: Gwiazdka dla towarzyszów wstrzemięźliwości, ofiarowana w Szląsku u św. Anny na Górze Chełm (Racibórz 1845) oraz Katechizm o świętej spowiedzi, o najświętszej komunii i o świętym sakramencie bierzmowania (Koźle 1845). Próbował, bez skutku, odzyskać klasztor na Górze św. Anny dla franciszkanów reformatów. Zmarł w Krakowie, tam pochowany.